# Diederik van Altena-Isenberg
Diederik van Altena-Isenberg (omstreeks 1196 – 18 juli 1226), bekend als Diederick III bisschop van Münster (1218-1226) was tot november 1225 nauw betrokken bij de voorbereidingen voor de bouw van de Sint Paulus Dom van Münster. 

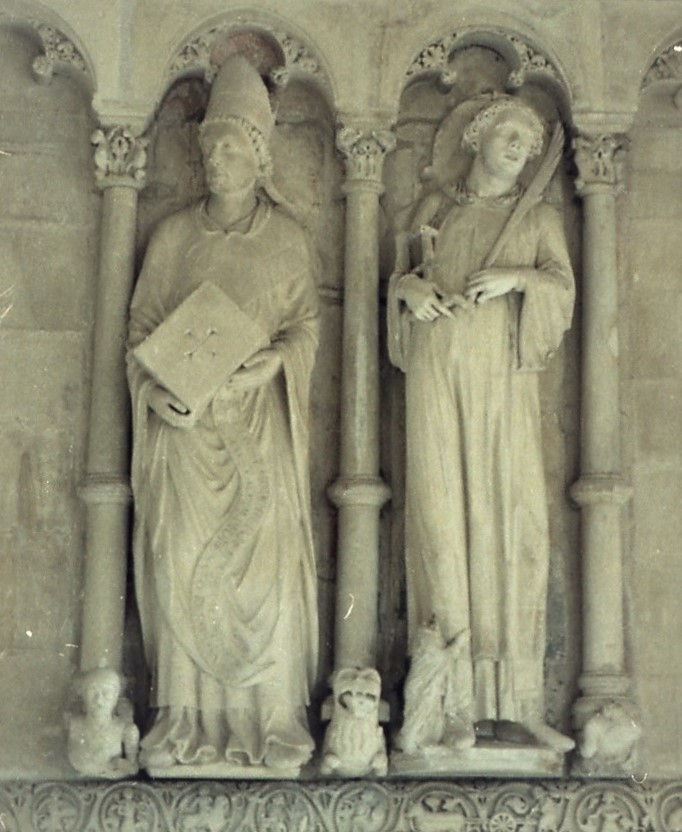
Bisschop Diederick III van Munster 1218 1226. Bij de toegang van de dom van Munster

## Levensloop
Diederik was de zoon van graaf Arnold van Altena uit diens huwelijk met Mathilde van Kleef, dochter van graaf Diederik III(IV) van Kleef en Adelheid van Sülzbach. 
Net als vier jongere broers Engelbert, Philip, Bruno en Gottfried, was Diederik bestemd voor een kerkelijke functie. In 1218 volgde hij bisschop van Münster, Otto I. van Oldenburg op nadat die op de vijfde kruistocht in Syrië was gestorven. In zijn periode als bisschop is hij ook bekend als muntheer. Diederik legde op 22 juli 1225 de eerste steen voor de voltooiing van de nieuwbouw van de Sint Paulus domkerk in Műnster. Maar zijn rol werd later dat jaar abrupt afgebroken en door het kapittel voortgezet, toen zijn broer graaf Frederik van Altena-Isenberg op 27 november 1226 in Gevelsberg betrokken was bij de dood van hun oom Engelbert II van Berg, aartsbisschop van het Keurvorstendom Keulen.

#### Boete tocht naar Rome
Diederik vertrok op 1 januari 1226 vergezeld door prelaten en drie abten van zijn bisdom, zijn broer bisschop Engelbert van Altena-Isenberg van het Prinsbisdom Osnabrück en de bisschop van het Prinsbisdom Minden op weg naar Luik. Hier werd op 2 februari 1226 een rechtszaak gehouden, waar hij en zijn broer Engelbert zich moesten verweren tegen de beschuldiging van medeplichtigheid. Er ontstond tumult en de zaak werd doorverwezen naar de paus. Diederick en Engelbert vertrokken op 23 februari 1226 op weg naar Rome. Op 30 april 1226, terwijl ze nog op terugreis waren, was in Keulen al bekend dat de paus hun ontheffing als bisschop had bekrachtigd. Nog op de terugreis overleed Diederick op 18 juli 1226. Zijn broer Engelbert is later gerehabiliteerd en werd in 1239 voor de tweede keer bisschop van Osnabrück. Zijn broer Bruno zou hem in 1350 opvolgen.
- Gemeinsame Normdatei: 135952727
- Virtual International Authority File: 80381177